# География на Босна и Херцеговина
Босна и Херцеговина е държава разположена в Югоизточна Европа, в западната част на Балканския полуостров.

## Географско положение, граници, големина
Босна и Херцеговина е разположена в западната част на Балканския полуостров, южно от средното течение на река Сава, в Динарските планини. Обща площ 51 197 km². На север, запад и югозапад граничи с Хърватия 932 km, на изток със Сърбия 374 km и на югоизток с Черна гора 225 km. На югозапад има малък (само 19 km) излаз на Адриатическо море.
Територията на Босна и Херцеговина се простира между 42°33′ и 45°16′ с.ш. и между 15°43′ и 19°37′ и.д. Крайните точки на страната са следните:
- крайна северна точка – (45°16′27″ с. ш. 16°55′48″ и. д. / 45.274167° с. ш. 16.93° и. д.), десен бряг на река Сава, на границата с Хърватия, при село Долна Градина.
- крайна южна точка – (42°33′23″ с. ш. 18°26′17″ и. д. / 42.556389° с. ш. 18.438056° и. д.), граница с Хърватия и Черна гора.
- крайна западна точка – (44°48′58″ с. ш. 15°43′22″ и. д. / 44.816111° с. ш. 15.722778° и. д.), в планината Яворник, на границата с Хърватия.
- крайна източна точка – (44°03′01″ с. ш. 19°37′22″ и. д. / 44.050278° с. ш. 19.622778° и. д.), ляв бряг на река Дрина, на границата със Сърбия.

## Релеф
Около 90% от територията на страната е заета от планини. На север покрай долината на река Сава се простира тясна низина, явяваща се крайната южна част на Среднодунавската низина. На юг следва полоса от ниски планини (Козара 978 m, Матайца 652 m, Орен 917 m, Маевица 915 m и др.) и междупланински котловини, преминаващи още по̀ на юг в средновисоките Динарски планини – Гърмеч (1604 m), Виторог (1907 m), Влашич (1943 m), Явор (1537 m), Белашница (2067 m), Чевръстница и др. Най-високата точка е връх Маглич (2386 m), издигащ се в едноименната планина, на границата с Черна гора.

## Климат
Климатът по долината на река Сава е умереноконтинентален с годишна сума на вележите 600-800 mm, а в планините на юг става прохладен и влажен с годишна сума на валежите от 1500 до 2500 mm. Средната януарска температура варира от -3°С по долината на Сава до 2°С в най-южните райони, а средната юлска е от 18 до 25°С. В най-южните части климата е субтропичен, средиземноморски, със сухо, горещо лято и топла влажна зима.

## Води
Главните реки в Босна и Херцеговина са Сава, протичаща по северната греница на страната с десните си притоци Уна (212 km) със Сана, Върбас (240 km), Босна (271 km) и Дрина (346 km). Всички те принадлежат към Черноморския водосборен басейн. На юг към Адриатическия водосборен басейн тече река Неретва (225 km) с притоците си Рама и Требижат. В отделни райони на Динарските планини има няколко безотточни области – Гламочко поле, Пиванско поле, Хумско поле и др.

## Растителност
Около 40% от територията на Босна и Херцеговина е заета от гори, в т.ч. 3/5 са широколистни (дъб, бук), а останалите – иглолистни (смърч, бор) гори.